# Acis et Galatée (Lully)
Ne doit pas être confondu avec Acis and Galatea.

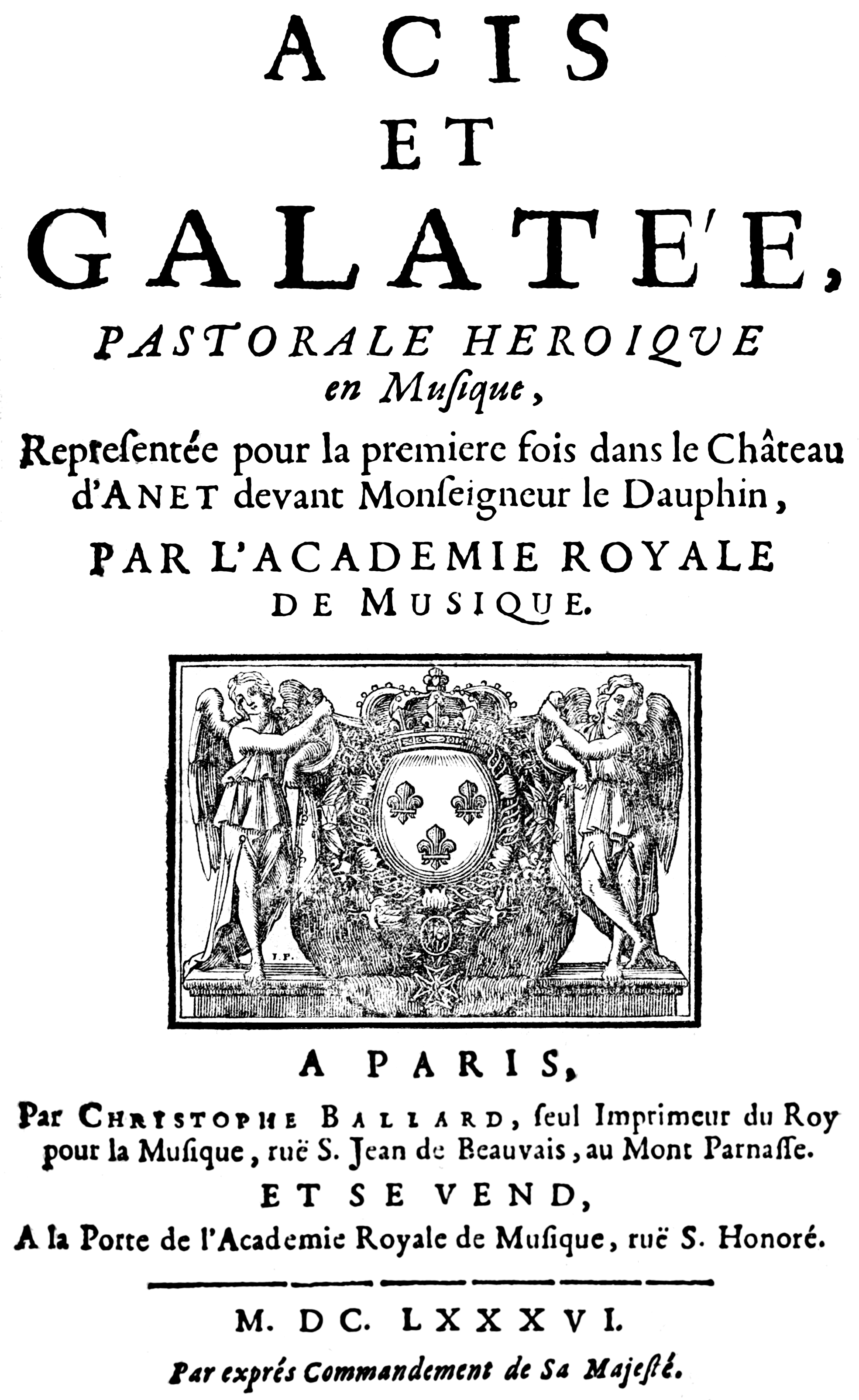

Acis et Galatée est un opéra en forme de pastorale héroïque composé par Jean-Baptiste Lully en 1686. L'œuvre comprend un prologue et trois actes. Comme l'indique Jérôme de La Gorce, c'est le dernier chef-d'œuvre de Lully, en même temps que le dernier ouvrage pour la scène qu'il ait entièrement terminé. 

## Historique

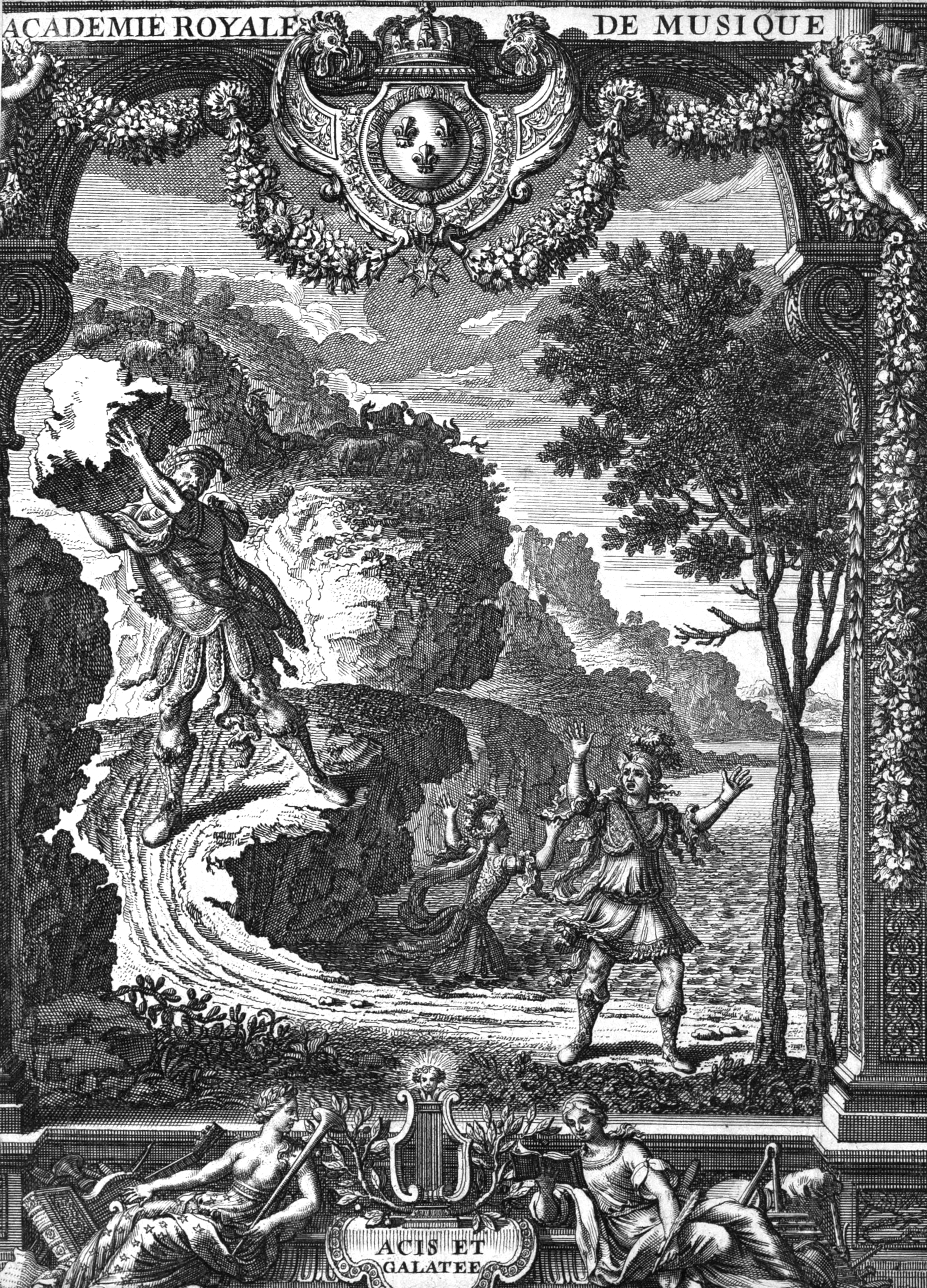
Frontispice du livret - 1686

Philippe Quinault, le librettiste favori de Lully ayant renoncé à écrire pour la scène lyrique, le livret de la pastorale fut confié à Campistron sur les conseils de Racine. 
Jouée en première représentation pour le Grand Dauphin (fils de Louis XIV), au château d'Anet où il était venu pour une partie de chasse à l'invitation du duc de Vendôme et du Grand Prieur son frère, le 6 septembre 1686, cette pastorale respire, par un des tours de force de Lully, une atmosphère tout à la fois tragique et bucolique.
Le livret est tiré de la légende d'Acis et Galatée rapportée au Livre XIII les Métamorphoses d'Ovide. La pastorale met donc en scène la légende de la nymphe Galatée dont le cyclope Polyphème tomba amoureux. Éconduit par la nymphe et furieux de se voir préférer le beau berger Acis, le géant tuera celui-ci en l'écrasant sous un rocher.
La partition renferme de superbes passages comme la longue passacaille instrumentale et vocale qui conclut le spectacle, ou bien le rôle de Polyphème qui est certainement un des plus beaux écrits pour une voix de basse dans l'opéra baroque français.
La même légende pastorale a été utilisée en particulier deux fois par Georg Friedrich Haendel avec la cantate Aci, Galatea e Polifemo à Naples en 1708 puis avec le masque Acis and Galatea à Cannons (en) en 1718.
L'œuvre connut un très grand succès et la faveur de la Cour. Elle fut reprise de multiples fois en France avant la Révolution, en 1702, 1704, 1718, 1725, 1734, 1744, 1752 ainsi qu'en 1749 dans une version abrégée ou parut Madame de Pompadour dans le rôle de Galatée. Elle fut aussi représentée à l'étranger, à Hambourg, Bruxelles, Lunéville, à la cour du duc de Lorraine, Stuttgart, Berlin…

## Argument

### Prologue

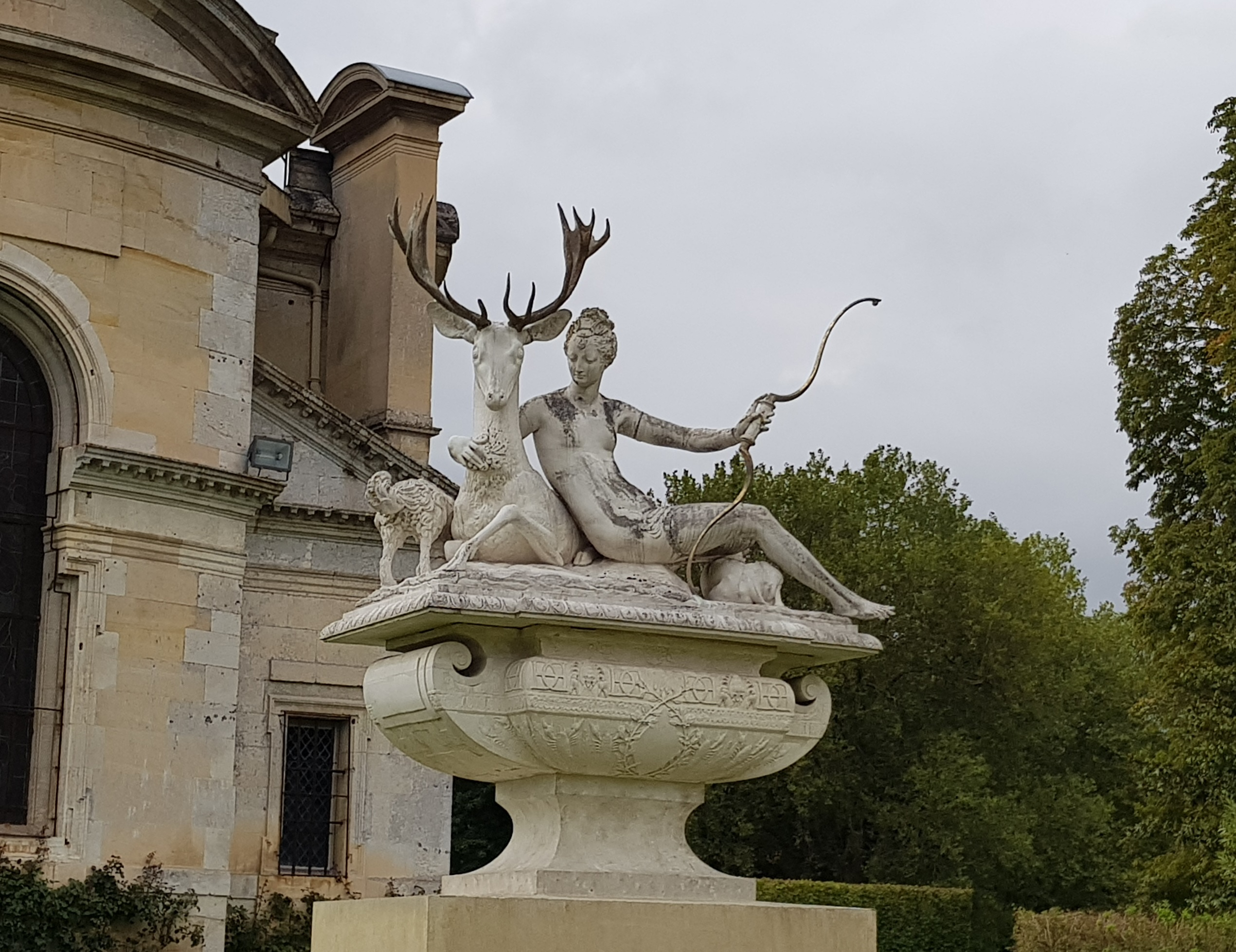
Statue de Diane au Château d'Anet

Selon la tradition héritée de la tragédie en musique, le prologue a pour fonction principale de rendre hommage au souverain et, ici, à son fils qui est l'invité d'honneur. 
La pastorale s'ouvre sur une solennelle ouverture à la française, qui sera reprise à la fin du prologue.
Diane se réjouit de revenir à Anet et d'y voir paraître le Grand Dauphin. 
Qu'avec plaisir je reviens en ces lieux

Que jadis mon séjour rendit si glorieux,

Où régnaient la splendeur et la magnificence !

Le fils du plus puissant, du plus juste des rois

Leur donne aujourd'hui par sa seule présence,

Encore plus d'éclat qu'ils n'eurent autrefois.

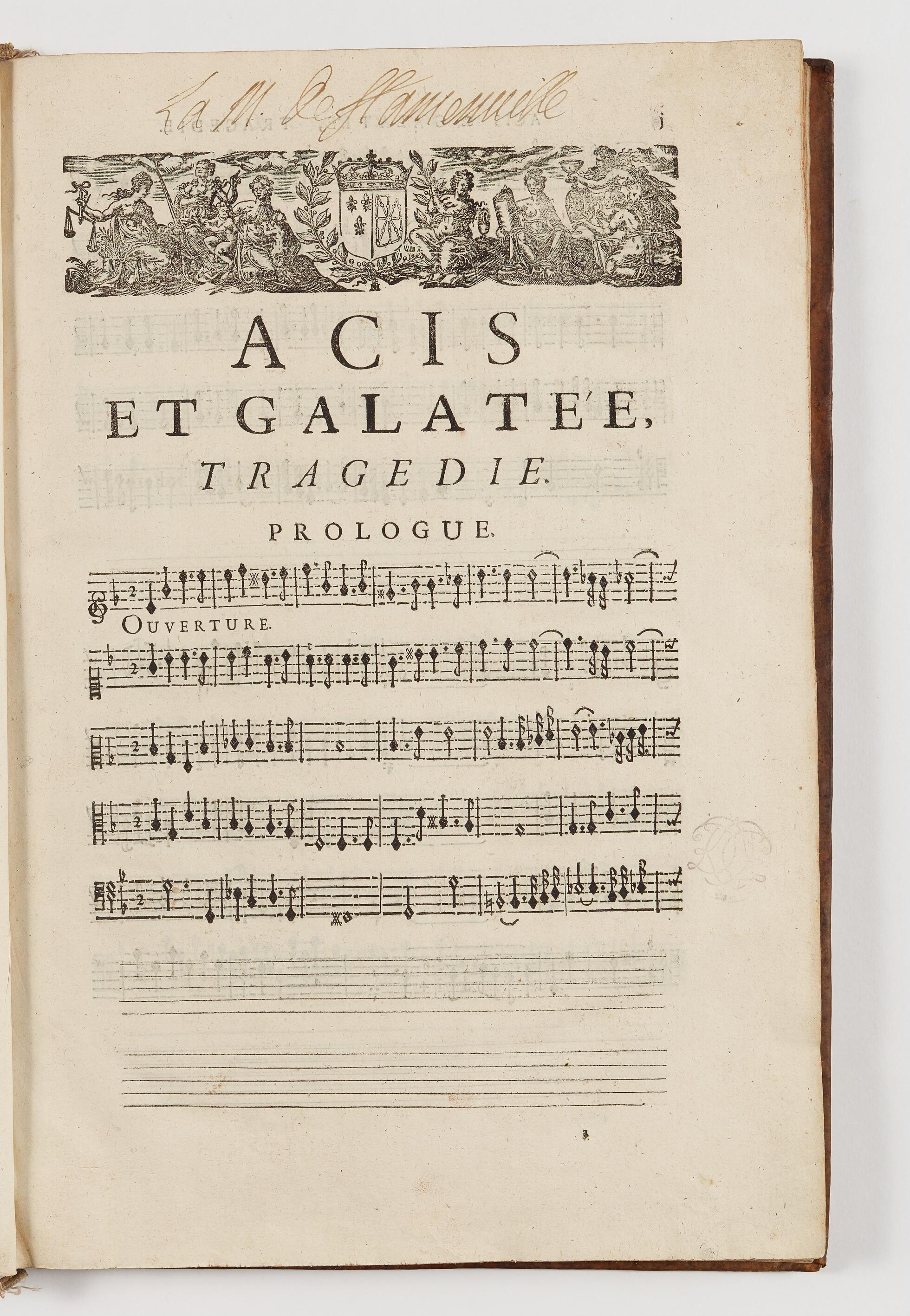
Vue du prologue de la partition originale.

Dryades et sylvains se réjouissent avec elle et ont préparé un divertissement en l'honneur du prince. L'Abondance et Comus, dieu des festins, seront de la fête. Apollon les approuve et en profite pour exalter les mérites du père de l'hôte illustre qui va venir, souhaitant que le roi lui-même, un jour, honore les lieux de sa présence.
Le prologue est l'occasion de plusieurs airs de réjouissance ponctuées par les chœurs des divinité champêtres.

### Acte I

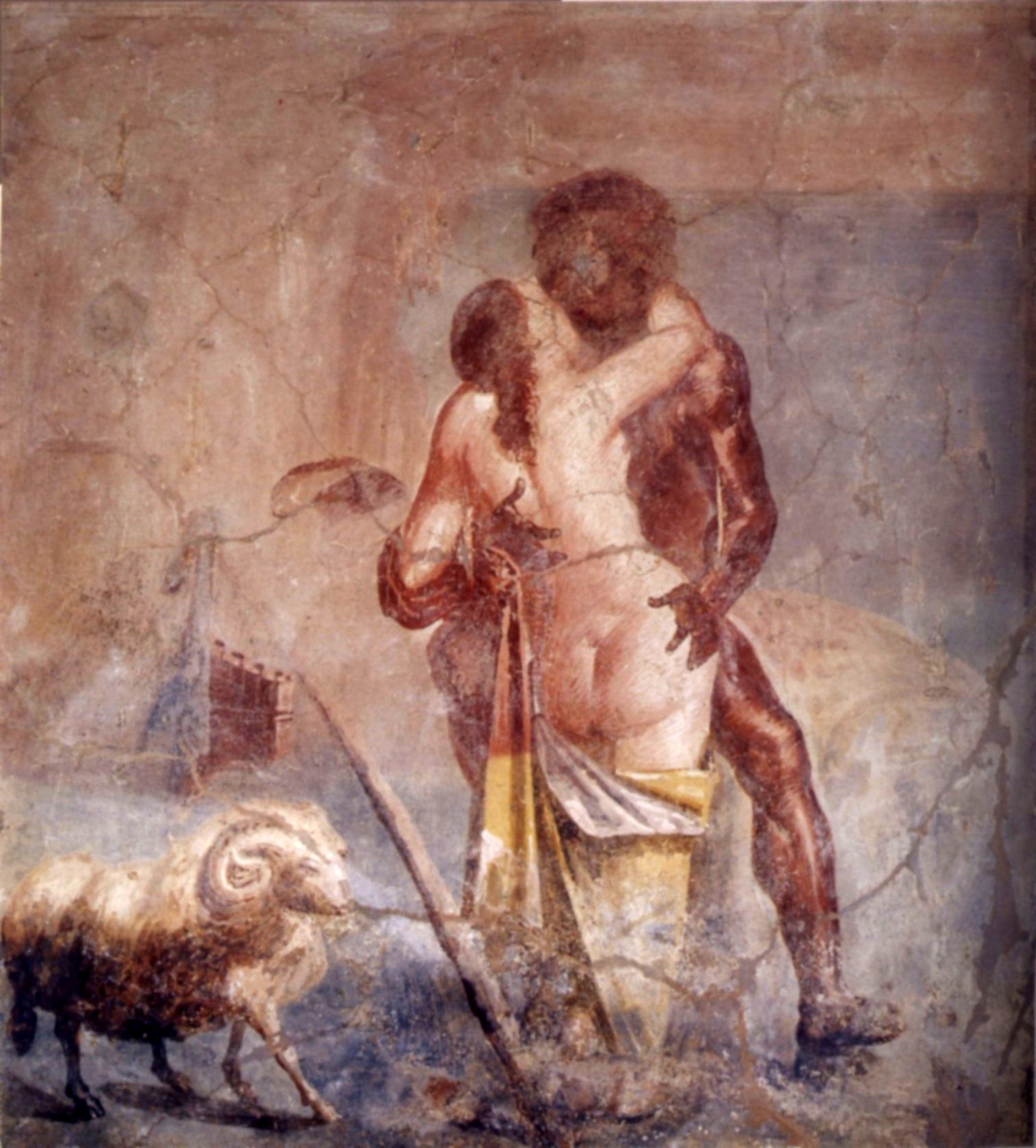
Galatée et Polyphème

Acis (un mortel) aime la Néréide Galatée, qui est d'ascendance divine et déplore l'indifférence apparente de celle-ci. Il est rejoint par Télème, un berger qui lui-même aime la bergère Scylla, sentiments non partagés par cette dernière qui le traite avec mépris. Ils se lamentent sur leurs sorts quand arrive Galatée, toujours insensible au discours d'Acis. Un divertissement pastoral voit l'arrivée de deux amants heureux, Tircis et Aminte, qui chantent leur amour réciproque. Survient le cyclope Polyphème, qui jette l'épouvante parmi la troupe des bergers. Lui aussi aime Galatée, et peut se prévaloir de son lignage (il est en effet le fils du puissant dieu des mers, Neptune). Galatée reste seule en sa présence et, pour donner le change et épargner les bergers et bergères, elle feint d'accepter les avances du monstrueux cyclope.

### Acte II
Acis fait reproche à Galatée : celle-ci a accepté d’assister à une fête que va organiser pour elle Polyphème. Au désespoir, il révèle à celle qu'il aime qu'il ne souhaite plus que la mort et que, dans ce but, il va affronter le cyclope dont il ne doute pas de la victoire. Cet aveu touche Galatée qui, en fait, aime Acis : elle le dissuade de son projet, n'a accepté l'offre de Polyphème que pour le calmer et finit par lui avouer son amour. Surviennent Télème et Scylla : Galatée plaide en faveur de Télème mais Scylla ne veut rien entendre et sa fierté continuera à lui faire ignorer l'amour que lui porte Télème ; Galatée tente encore de la convaincre et la blâme, mais c'est peine perdue et Scylla quitte la troupe de bergers et bergères. Puis elle invite Acis à la rejoindre au temple de Junon,où ils pourront célébrer leur amour et leur mariage auquel son père, Nérée a par avance donné son accord. Puis arrivent Polyphème et sa suite : après la fête, seul avec Galatée, le cyclope lui demande de l'épouser, mais celle-ci prétexte qu'elle ne peut se passer de l'accord de son père, afin de gagner du temps.

### Acte III

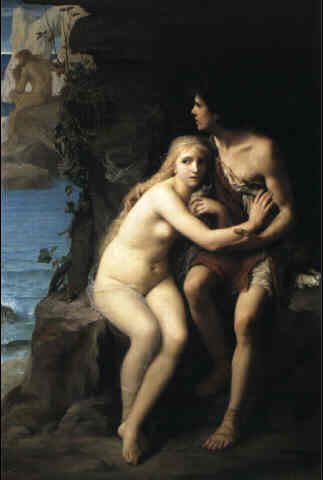
Acis et Galatée se cachant de Polyphème

Le prêtre de Junon se prépare à recevoir, pour les unir, Acis et Galatée. Mais Polyphème surprend la scène et comprend la tromperie dont il est victime. Il devient furieux, les amants s'enfuient et le cyclope tue son rival en l’écrasant sous un rocher. Galatée s'est réfugiée dans la mer d’où elle ressort bientôt pour appeler son bien-aimé, Polyphème étant parti, mais c'est pour constater la mort de celui-ci. Elle crie tout d'abord vengeance avant de se raviser pour demander le secours des Dieux. Neptune, suivi d'une cohorte de naïades et de divinités des eaux, surgit alors des flots et redonne vie à Acis qu'il change en fleuve : ainsi, il le rend immortel, puis il célèbre le bonheur des retrouvailles des amants à nouveau unis pour toujours.

### Passacaille finale
La pastorale se termine par une passacaille somptueuse et impressionnante.
Après l'exposition du thème suivent les habituelles variations instrumentales, puis des variations en parties vocales exaltant l'amour confiées à une ou deux naïades dont les couplets sont repris par le chœur des divinités des eaux, avant de revenir aux variations purement instrumentales. Cette structure (ce procédé) avait été inaugurée très peu de temps auparavant pour la grande passacaille de l'acte V d'Armide.  
Le texte - pour ainsi dire la morale de l'histoire -  est une invitation à la persévérance en amour et une réprobation de ceux qui ne veulent pas succomber à ses plaisirs.  
Sous ses lois l'Amour veut qu'on jouisse

D'un bonheur qui jamais ne finisse ;

Tendres cœurs venez tous

En jouir avec nous.

Vous qui croyez l'amour une faiblesse,

Ne venez point troubler notre innocente paix.

Ce n'est point pour des cœurs sans tendresse

Que nos chants amoureux et nos plaisirs sont faits.

Tendres cœurs, conservez l'espérance,

C'est en vain qu'on vous fait résistance,

Qu'on s'arme de rigueur de haine et de courroux !

Que ne vaincrez-vous point si l'Amour est pour vous ?

Désormais on doit aimer sans crainte.

À quoi sert une injuste contrainte ?

Beautés à qui le ciel a donné mille appas,

L'Amour vous punira de n'en profiter pas.

## Discographie

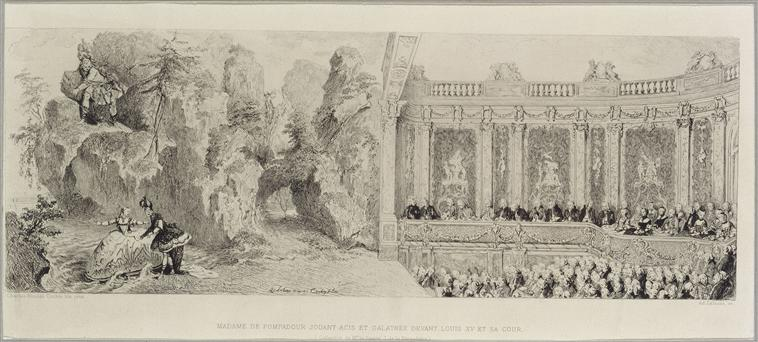
Madame de Pompadour jouant Acis et Galathée devant Louis XV et sa cour (1749) par Adolphe Lalauze d'après Charles-Nicolas Cochin le Jeune (XIXe siècle)
Versailles, Musée national du Château et des Trianons

Acis et Galatée a été enregistrée par Marc Minkowski et Les Musiciens du Louvre avec Jean-Paul Fouchécourt, Véronique Gens, Laurent Naouri, Howard Crook, Mireille Delunsch par Archiv Produktion.
Prologue
- Diane — Monique Simon
- Une dryade — Françoise Masset
- Un sylvain — Thierry Félix
- L'Abondance — Mireille Delunsch
- Comus — Jean-Louis Meunier
- Apollon — Howard Crook

Acte
- Acis — Jean-Paul Fouchécourt
- Télème — Howard Crook
- Galatée — Véronique Gens
- Scylla — Françoise Masset
- Tircis — Rodrigo Del Pozo
- Aminte — Mireille Delunsch
- Polyphème — Laurent Naouri
- Le Prêtre de Junon — Howard Crook
- Neptune — Thierry Félix
- Première Naïade — Mireille Delunsch
- Deuxième Naïade — Monique Simon